# BYD K9
BYD K9 ali BYD ebus je električni avtobus kitajskega proizvajalca BYD. Velja za enega prvih masovno proizvajanih električnih avtobusov na svetu.
K9 uporablja litij-železne fosfatne baterije (LiFePO4), ki jih je BYD sam razvil. Električni motorji so nameščeni v kolesih. Doseg avtobusa v mestni vožnji je 250 kilometrov, kar pomeni okrog 6 ur vožnje. Polnjenje baterij traja 6 ur, oziroma 3 ure pri hitrem polnjenju. V proizvodnji je od leta 2010, proizvajajo ga tudi Kaliforniji. Uporablja se v Aziji, Evropi in ZDA.